# 阮有鎰
阮有鎰（越南语：／，1604年—1681年）是越南廣南阮主的軍事人物，效命於廣南阮主。他曾在鄭阮紛爭時阮主抗擊鄭主入侵中起著重要作用。他被阮主封為昭武侯（越南语：／）。

## 生平
阮有鎰祖籍清華鎮宋山縣嘉苗外莊，與阮主同族。弘定五年（1604年）出生。根據越南歷史學家陳仲金的說法，阮有鎰文武雙全、博學多識而且擅長雄辯。
弘定二十年（1619年），阮有鎰虛齡16歲，便被佛主阮福源授予文職。永祚五年（1623年）六月，鄭主鄭松去世，鄭梉繼位。佛主阮福源接到消息後，下令打3炮、大喊3聲。阮有鎰不解，稱“鄭松已死，其子初立，欲攻則攻，欲守則守，今令放礮發喊，何也？”。阮福源認為阮有鎰“少年負氣，見理未明”，遣他回家，令阮朝文多加教導。
永祚八年（1626年），阮有鎰在家勤學三年後，再次擔任文職，深得阮福源器重。
永祚九年（1627年），鄭梉派遣使者攜後黎朝皇帝黎神宗的詔書前往順化，要求阮福源入朝覲見皇帝，但被阮福源拒絕。於是鄭梉挾持黎神宗征討阮主，拉開了鄭阮紛爭的序幕。在這次戰鬥中，阮福源命令侄兒阮福衛為節制，阮有鎰監戰，兩人一起扼守險要之地，在𤅷江附近一帶抗擊鄭軍。雖然鄭軍傷亡慘重，但鄭梉依舊沒有退兵的意圖。於是阮有鎰遣使進入鄭軍營寨，詐稱是昇龍的使者，謊稱鄭嘉、鄭岳在北河發動了叛亂。鄭梉中計，撤軍北還。
德隆三年（1631年），阮主的軍師陶維慈和阮有鎰主持修建了柴壘（因在日麗海口，又稱日麗壘，阮朝時稱作定北長城）。德隆五年（1633年），阮福源的第三子阮福渶陰謀奪取權力，請求鎮守廣平營，但最終未獲允許。於是阮福渶派心腹約鄭梉進攻廣南以為外應。鄭梉率兵討伐阮主，與阮有鎰相持於柴壘。兩軍隔壘對峙十多天，鄭梉沒有等到阮福渶的回應，軍情疲憊。阮有鎰發現鄭軍懈怠，便率大軍攻入鄭軍營中，迫使鄭梉逃回北方，留克埓守北布政州。
克埓自鄭梉去後，暗中與阮主交好。但陽和六年（1640年）秋，克埓開始背約騷擾阮軍，阮有鎰設計將克埓除去。阮有鎰先是派人向克埓重申舊約，約定兩方假裝不和相攻，克埓佯敗，誘鄭梉前來，趁機殺害。同時將這個消息放出去，傳給鄭梉。鄭梉聽到後，果然大怒，派鄭橋率兵前來。而阮有鎰則在申定盟約時趁克埓不備，令阮久喬、張福奮突然偷襲。克埓果然大敗急撤，正好碰到鄭橋。鄭橋以為克埓按約佯敗誘敵，將他抓住送往東京處死。而阮有鎰則率軍佔領了北布政州，並因功升監戰。
福泰六年（1648年），鄭梉派遣軍隊水陸兩栖進攻廣南，步兵到達南布政州，水軍進攻日麗海口。上主阮福瀾派兒子阮福瀕率軍抵抗，在廣平營一帶大敗鄭軍。阮有鎰、阮有進都參加了這次戰役。此戰之後，阮主獲得了戰爭的主動權，鄭主轉為守勢。
戰爭結束後，新繼位的賢主阮福瀕升阮有鎰為該奇，任布政營記錄。慶德二年（1650年）春，阮有鎰命手下士兵改作鄭兵裝束，改用鄭兵旗幟，同時向鄭梉詐降。但計謀未及成功，被與阮有鎰不和的阮福壯告到阮福瀕眼前。阮福瀕將阮有鎰關進監獄。阮有鎰則依明初《英烈誌》作《花雲郜氏傳》，表明心志。阮福瀕看後下令恢復阮有鎰官職，對他信任有加。
盛德三年（1655年），鄭將范必全渡河南侵，阮福瀕命令阮有鎰、阮有進率軍北伐反擊，阮有鎰用計大破鄭軍。先後攻取了鄭主轄下的北布政州，奪取乂安處藍江以南七縣，並多次擊敗鄭軍，威脅乂安。鄭梉派遣幼子鄭旋鎮守乂安，與阮軍互有勝負。
盛德四年（1656年）春，阮福瀕親自到前線督軍，路過安宅社。阮有鎰向阮福瀕請求唯才是舉，革退不知兵事的勳舊子弟，得到了阮福瀕的讚賞，賜黃金寶劍一把，令其回軍中繼續抗敵。
盛德五年（1657年），鄭梉去世，鄭柞繼位。派鄭根接替鄭旋鎮守乂安，擊退了阮軍的進攻。鄭根轉守為攻，試圖收復被阮主佔領的領地。阮有鎰駐軍驅犢，阮有進則駐軍宜春縣。
永壽二年（1659年）秋，阮有鎰軍中有個降兵獻策，稱此時是北上進攻的最好時機，不可錯失。阮有鎰將其送出軍營，隨後才將此事告知阮有進。阮有進得知後十分不滿，阮福壯又從中挑撥，認為不可輕易進兵。阮有進贊同阮福壯的意見，兩個大將意見不和，最終錯失此次進兵的機會。
永壽三年（1660年）秋，阮有鎰進攻同昏壘，鄭軍敗走安場社，阮有進督兵渡江至藍江北岸住劄，阮有鎰則住劄同昏壘，互成犄角之勢。阮有進和阮有鎰上書，請求增兵。阮福瀕念及連年用兵，且秋冬增兵，又無險可守，弊多利少，下令撤回藍江南岸舊壘屯兵，來年春天再進兵北岸。同年冬，乂安新降將士各懷異志，軍心不穩。恰逢鄭軍進攻獲勝，於是阮有進決定班師回朝。阮有進假意和阮有鎰制定進攻鄭軍的計劃，夜間則全部撤退回。而阮有鎰得知阮有進撤退時，鄭軍已經開始進攻軍營，阮有鎰命士兵慢慢撤退，用疑兵之計方才脫身。鄭主趁機全部收復了被攻佔的土地。此後，阮有鎰奉命駐軍東高，防遏鄭軍。
永壽四年（1661年）春，阮有鎰升掌奇，任布政營鎮守。同年冬，鄭柞挾持黎神宗親征阮主，並派鄭根、陶光饒等渡過𤅷江。阮有鎰駐守福祿社，相持數月。次年（1662年）春，阮有鎰移駐武舍營，堅壁清野。鄭軍缺糧，鄭柞只得率軍北還，阮有鎰領兵追擊。
永壽五年（1662年）秋，阮有鎰和阮有進共同主持修築鎮寧壘。景治二年（1664年），阮有進生病請辭，升阮有鎰為掌營，節制留屯道。
陽德元年（1672年）夏，鄭根率10大軍，號稱18大軍來侵略南河，鄭柞帶著黎嘉宗尾隨其後。阮福瀕派第四子阮福淳同阮有鎰、阮美德等人防禦。鄭軍攻勢非常猛烈，阮有鎰鎮守沙埠壘，迫使鄭軍猛攻鎮寧壘，後阮有鎰救援鎮寧壘，請阮福淳代守沙埠壘。鄭根連月進攻鎮寧壘而不能攻克，不得不迫放棄進攻，退往北布政州。由於鄭根病重，鄭軍被迫北還。此後，鄭主和阮主達成了和約，分據𤅷江以南和以北，不再相互攻伐。
正和二年（1681年），阮有鎰逝世，享年78歲。賢主阮福瀕贈其為贊治靖難功臣、特進、輔國上將軍、錦衣衞、左軍都督府掌府事、昭郡公（越南语：／），諡勤節（越南语：／）。嘉隆四年（1805年），阮福映敘阮主時期功臣功勞，阮有鎰和陶維慈、阮有進同列上等，一起附祀於太廟之中。嘉隆九年（1810年），列祀開國功臣廟。明命十二年（1831年），追贈為開國功臣、特進、壯武將軍、右軍都統府掌府事、太傅，改諡毅武，封靜國公（越南语：／）。明命十六年（1835年），入祀武廟。

## 子女
阮有鎰有的兩個兒子阮有豪和阮有鏡，都是阮主麾下的名將。

## 腳註
1. ↑  《越南史略》第212頁。
2. 1 2  《越南史略》第214頁。
3. ↑  《越南史略》第215頁。
4. ↑  《越南史略》第216~218頁。
5. 1 2 3  《越南史略》第218~219頁。
6. ↑  《越南史略》第219頁。
7. ↑  《越南史略》第220頁。